# Paskenta (Kalifornija)
Paskenta je naseljeno područje za statističke svrhe u američkoj saveznoj državi Kalifornija. Prema popisu stanovništva iz 2010. u njemu je živjelo 112 stanovnika.